# Untervaz
Untervaz (Reto-Romaans: Vaz Sut) is een gemeente en plaats in het Zwitserse kanton Graubünden, en maakt deel uit van het district Landquart.
Untervaz telt 2262 inwoners.